# Aulacophora apicipennis
Aulacophora apicipennis es una especie de insecto coleóptero de la familia Chrysomelidae.

## Distribución geográfica
Habita en las islas Tanimbar (Indonesia).